# Gleneonupserha
Gleneonupserha är ett släkte av skalbaggar. Gleneonupserha ingår i familjen långhorningar.
Kladogram enligt Catalogue of Life:
| Gleneonupserha | \| \| Gleneonupserha elongata \| \| \| \| \| \| Gleneonupserha vaga \| \| \| \| \| \| Gleneonupserha vitticollis \| \| \| \| |
|                | \| \| Gleneonupserha elongata \| \| \| \| \| \| Gleneonupserha vaga \| \| \| \| \| \| Gleneonupserha vitticollis \| \| \| \| |
|                | Gleneonupserha elongata |
|                | |
|                | Gleneonupserha vaga |
|                | |
|                | Gleneonupserha vitticollis                                                                                                   |
|                | |